# Higginsia robusta
Higginsia robusta är en svampdjursart som beskrevs av Burton 1959. Higginsia robusta ingår i släktet Higginsia och familjen Heteroxyidae. Inga underarter finns listade i Catalogue of Life.